# 済南駅 (平安南道)
済南駅（チェナムえき）は朝鮮民主主義人民共和国平安南道徳川市にある、朝鮮民主主義人民共和国鉄道省平徳線の駅。

## 隣の駅
朝鮮民主主義人民共和国鉄道省
平徳線
南徳駅 - 済南駅 - 南徳川駅